# Oxydactylus
Oxydactylus (del grec οξύς (oxys), 'afilat' i δάκτυλος (dáktylos), 'dit') és un gènere extint de camèlid originari de Nord-amèrica. Les seves potes i coll tenien una gran longitud, per la qual cosa és possible que estiguessin adaptats a alimentar-se d'arbres, com les girafes actuals. Al contrari que els camèlids de l'actualitat, les seves potes acabaven en peülles.
Tenia el maxil·lar inferior més profund que Australocamelus.